# سفارة بلجيكا في المملكة المتحدة
سفارة بلجيكا في المملكة المتحدة هي أرفع تمثيل دبلوماسي لدولة بلجيكا لدى المملكة المتحدة. تقع السفارة في مدينة وستمنستر وهي تهدف لتعزيز المصالح البلجيكية في المملكة المتحدة.

## وصلات خارجية
- قائمة سفارات بلجيكا
- قائمة السفارات في المملكة المتحدة